# Месини
Месини (грч. Μεσσήνη) општина је у Грчкој. По подацима из 2011. године број становника у општини је био 23.482.

## Становништво
| 2011.  |
| ------ |
| 23,482 |